# K2-18
K2-18, nota anche come EPIC 201912552, è una stella nana rossa situata a circa 124 anni luce dalla Terra, in direzione della costellazione del Leone. Attorno ad essa, nel 2015, tramite la missione estesa del telescopio spaziale Kepler, è stato scoperto un pianeta extrasolare, K2-18 b, che orbita all'interno della zona abitabile della propria stella. Nel 2017 è stato scoperto un secondo pianeta, K2-18 c, che orbita più in prossimità della propria stella rispetto al compagno. Questa secondo pianeta è stato scoperto con il metodo della velocità radiale, tramite lo spettrografo HARPS situato all'Osservatorio di La Silla, in Cile.

## Caratteristiche
La stella è una nana rossa avente una massa e un raggio rispettivamente del 41% e del 34% di quelli del Sole, e una temperatura superficiale attorno ai 3500 K.

## Sistema planetario
Entrambi i pianeti sono più massicci della Terra, ma sembrano comunque rientrare nella categoria delle super Terre con superficie rocciosa, con masse comprese tra 5,6 e 8,6 volte quella terrestre. K2-18 b, il pianeta più esterno, ha un periodo orbitale di 33 giorni, un semiasse maggiore di 0,143 UA e una temperatura di equilibrio attorno ai 257 K, molto prossima alla temperatura di equilibrio terrestre (255 K). Studi effettuati sui dati di archivio del telescopio Hubble integrati da modelli computerizzati hanno consentito di rilevare un'atmosfera nella quale sarebbe presente vapore acqueo con pressione e temperatura sufficienti affinché si formino goccioline di acqua liquida.
Dato il raggio gli astronomi avevano catalogato inizialmente il pianeta b come un mininettuno senza superficie solida. Nel 2017 tuttavia altri studi hanno ipotizzano due scenari da super Terra per il pianeta potenzialmente abitabile: potrebbe essere un pianeta roccioso con acqua liquida in superficie o un pianeta ricoperto da una spessa coltre di ghiaccio. Nel 2020 ulteriori studi hanno proposto un ulteriore scenario, quello di un pianeta oceanico sulla cui superficie la temperatura potrebbe essere favorevole a mantenere l'acqua liquida, seppur con un'alta pressione atmosferica.
Nel 2023 K2-18 b, grazie alle osservazioni del telescopio spaziale James Webb, è stata rilevata nella sua atmosfera una presenza abbondante di molecole di metano e anidride carbonica e scarsità di ammoniaca, supportando l'ipotesi che il pianeta sia un pianeta oceanico con un'atmosfera ricca di idrogeno.

### Prospetto del sistema
| Pianeta | Tipo        | Massa        | Raggio   | Periodo orb.  | Sem. maggiore | Eccentricità | Scoperta |
| ------- | ----------- | ------------ | -------- | ------------- | ------------- | ------------ | -------- |
| K2-18 c | Super Terra | 5,62±0,84 M⊕ | -        | 8,962 giorni  | 0,067 UA      | 0,47         | 2017     |
| K2-18 b | Mininettuno | 8,63±1,65 M⊕ | 2,711 r⊕ | 32,945 giorni | 0,1591 UA     | 0,43         | 2015     |